# Северный Кавказ
Се́верный Кавка́з — историко-культурный регион России. Включает северную часть склона Большого Кавказского хребта и Предкавказье, западную часть южного склона до реки Псоу (по которой проходит государственная граница России). Это самый густонаселённый регион Российской Федерации. Общая численность проживающих в России представителей северокавказских народов, установленная в ходе переписи населения 2002 года — около 6 миллионов человек. Площадь 258,3 тысяч км² (1,5 % площади страны). Население 14,8 миллионов человек (по состоянию на 1 января 2010 года), или 10,5 % населения России.
Является самым многонациональным историко-культурным регионом России. Северный Кавказ по частям входил в состав Российского государства, начиная с XVI века и полностью присоединён в 1864 году, по окончании Кавказской войны.
Ныне на территории Северного Кавказа расположены 7 республик: Адыгея, Карачаево-Черкесия, Кабардино-Балкария, Северная Осетия-Алания, Ингушетия, Чечня и Дагестан, а также 2 края: Краснодарский и Ставропольский, входящие в Южный и Северо-Кавказский федеральные округа. Если включать в состав Северного Кавказа Предкавказье полностью, проводя его границу по Кумо-Манычской впадине, то к Северному Кавказу также должны быть отнесены районы Калмыкии и Ростовской области, лежащие к югу от Маныча.
С точки зрения физической географии Северный Кавказ может относиться как к Европе, так и к Азии, в зависимости от варианта проведения границы Европа-Азия — по Кумо-Манычской впадине, как это принято преимущественно в европейской (в том числе в советской и российской) географической традиции, что исключает из европейской части России весь Северный Кавказ; либо по водоразделу Большого Кавказа (такая версия наиболее распространена в Америке) — при таком подходе Северный Кавказ может полностью находиться на территории Европы (за исключением причерноморской полосы: Сочи, Туапсе, Геленджика, Новороссийска, и Анапы).

## История
В первом тысячелетии нашей эры на Северном Кавказе доминировали различные государства и племена: Хазария, Алания, печенеги и половцы. В VII—VIII веке из Арабского халифата в Дагестан проникает ислам. В X веке под влиянием Византии и Грузии, Алания принимает христианство. В X—XI веках в западной части Северного Кавказа существовало русское Тмутараканское княжество. В XIII веке регион был завоёван монголами и вошёл в состав Золотой орды. После распада Золотой орды в XV веке, на её месте образовались различные ханства. В середине XVI века, после покорения Астраханского ханства на Северном Кавказе появились первые укрепления Русского государства.
С середины XVII века заметно усилилась экспансия Османской империи. Однако существенной помощи христианам Кавказа Москва оказать не могла. Российская политика на Северном Кавказе активизировалась лишь в начале XVIII века, когда в эпоху петровских реформ Османская империя была осознана как важный исторический противник, в борьбе с которым стратегическая значимость Кавказа становилась очевидной. В это время обозначилось и стремление Российской Империи упрочиться в Прикаспии (Персидский поход Петра I). В этот же период, 30-40-е годы XVIII века, стало усиливаться военное присутствие и политическое влияние Ирана на Кавказе. Турция, потерпев в 1733 году поражение в войне с ним, временно отказалась от претензий на Дагестан. Персия в результате походов Надир-шаха 1734—1742 годов вновь завоевала Закавказье и побережье Каспия. 
Русско-турецкая война 1735—1739 годов потребовала значительных усилий, но итоги оказались для России неблагоприятными. По Белградскому договору она признавала султана покровителем Черкесии и нейтралитет Кабарды. Последнее вызвало усиление борьбы группировок адыгской знати, среди которой были и те, кто стремился к сближению с Крымом и Турцией, и те, кто придерживался российской ориентации. С другой стороны, в течение 40-50-х годов XVIII века крымцы и турки периодически производили набеги на Северо-Западный Кавказ, добиваясь вассалитета адыгов, впрочем, безуспешно.
После победы в войне с Турцией 1768—74 годов Россия начала активное строительство городов и укрепленных линий на Северном Кавказе, была образована Кавказская губерния. В 1783 году из Прикубанья в Дагестан после подавления восстания массово переселились ногайцы. В 1792 году начинается переселение запорожских казаков на Кубань (первоначально 25 тысяч человек), где в 1794 году был основан город Екатеринодар.

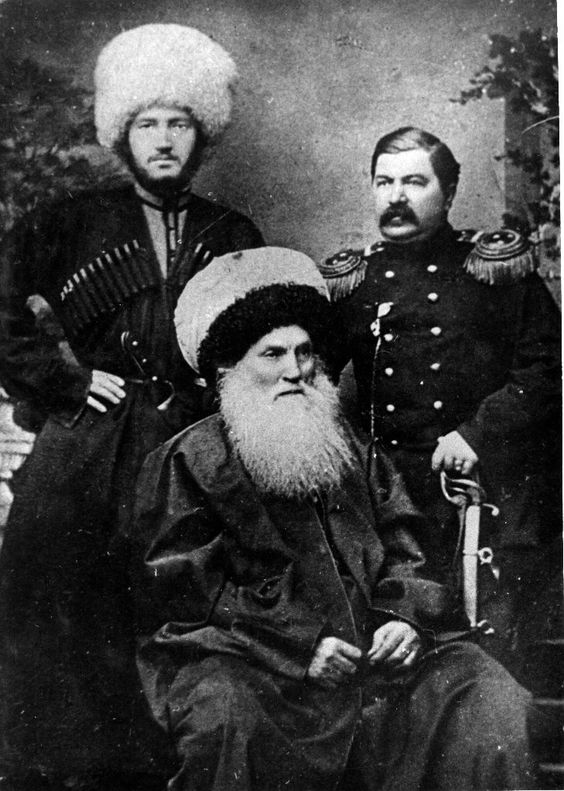
Шамиль

Постепенно в первой половине XIX века был установлен контроль России над большей частью Северного Кавказа. В то же время усиливается приток переселенцев из Центральной России, одновременно на Северный Кавказ переселяются христиане из Османской империи, армяне, болгары, греки, основываются немецкие колонии. Усиление контроля над территорией вызывает протест среди местного населения, периодически вспыхивают восстания. Длительное время длится вялотекущая Кавказская война, после поражения в которой многие горцы переселяются в Османскую империю. Начинается строительство железных дорог, в 1875 году построена линия Ростов — Владикавказ, осуществляется разработка крупных нефтяных месторождений в районе Грозного.

### Советский период
После революции 1917 года на территории Дагестана и горских округов Терской области Центральным комитетом Союза объединённых горцев Северного Кавказа и Дагестана было провозглашено государство Горская республика. Этим же решением ЦК Союза объединённых горцев был преобразован в Горское правительство. В регионе разворачивается Гражданская война. В результате боевых действий Северный Кавказ заняли белые войска генерала Деникина, после чего Горское правительство заявило о самороспуске и эвакуировалось в Тифлис. Весной 1920 года в результате наступления Красной армии контроль над регионом окончательно переходит к Советской власти. 
В 1921 году в составе РСФСР создана Горская АССР, которая через несколько лет распалась на национальные округа, в 1936 году преобразованные в АССР.
Во время Великой Отечественной войны, на Северном Кавказе развернулись тяжелые бои между Красной армией и войсками нацистской Германии и её союзников. В 1943 году Северный Кавказ был полностью освобождён от оккупации. В 1944 году некоторые народы регионы были принудительно депортированы в Среднюю Азию, а в середине 1950-х возвращены.

### Современность
После распада СССР в 1991 году на Северном Кавказе обострились проблемы сепаратизма и радикального исламизма. В 1994—2009 годах в Чечне шла война между российской армией и вооружёнными формированиями чеченских сепаратистов, закончившаяся восстановлением Россией контроля над регионом.

## Национальный состав

Этнографическая карта Кавказа в 1880 году. Николай Зейдлиц

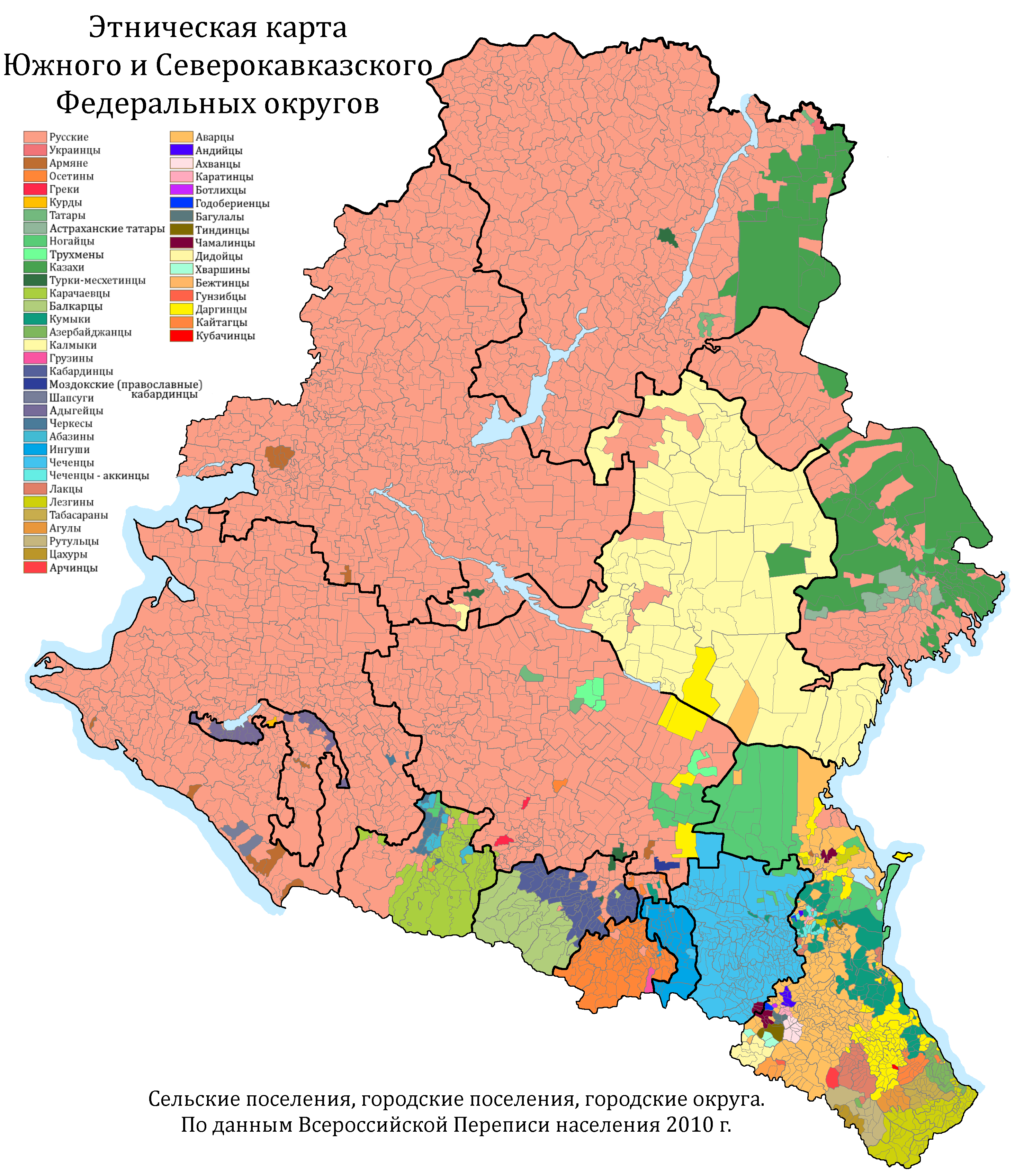
Этническая карта Северного Кавказа по переписи 2010 года

По результатам переписи 2020—2021 гг., по данным Росстата, национальный состав Северо-Кавказского округа следующий:
Всего — 10 171 434 чел.
- Русские — 2 857 851 (28 %)
- Чеченцы — 1 586 720 (15,6 %)
- Аварцы — 972 703 (9,5 %)
- Даргинцы — 582 255 (5,7 %)
- Кумыки — 532 848 (5,2 %)
- Кабардинцы — 502 817 (5 %)
- Ингуши — 501 544 (5 %)
- Осетины — 455 765 (4,4 %)
- Лезгины — 426 869 (4,2 %)
- Карачаевцы — 222 211 (2,2 %)
- Лакцы — 165 737 (1,6 %)
- Армяне — 156 417 (1,5 %)
- Азербайджанцы — 136 950 (1,3 %)
- Табасараны — 135 694 (1,3 %)
- Балкарцы — 122 831 (1,2 %)
- Черкесы — 88 075 (0,86 %)
- Ногайцы — 80 040 (0,78 %)
- Цыгане — 45 035(0,44 %)
- Абазины — 40 478(0,39 %)
- Турки — 36 041 (0,35 %)
- Агулы — 31 012 (0,3 %)
- Рутульцы — 29 200 (0,28 %)
- Татары — 15 276 (0,15 %)
- другие — 447 065 (4,4 %)

### Языки
По этно-языковому составу преобладают следующие группы и семьи:
1. Северо-кавказская семья — 4 532 498 чел.(48,07 %)
  1. Дагестанская группа — 2 170 329 (23,02 %)
  2. Нахская группа — 1 755 129 (18,61 %)
  3. Абхазо-адыгская группа — 607 040 (6,44 %)
2. Индоевропейская семья — 3 682 392 (39,05 %)
  1. Славянская группа — 2 908 236 (30,84 %)
  2. Иранская группа — 492 056 (5,22 %)
  3. Армянская группа — 190 826 (2,02 %)
3. Тюркская семья — 1 107 851 (11,75 %)
4. Картвельская семья — 19 696 (0,21 %)
5. Корейцы — 12 551 (0,13 %);
6. Уральская семья — 5 079 (0,05 %)

Этноязыковый состав регионов Северо-Кавказского федерального округа (в %, 2010 год):
| семья или группа       | Северо-Кавказский Ф. О. | Дагестан | Ингушетия | Кабардино-Балкария | Карачаево-Черкесия | Северная Осетия | Чечня   | Ставропольский край |
| ---------------------- | ----------------------- | -------- | --------- | ------------------ | ------------------ | --------------- | ------- | ------------------- |
| Северокавказская семья | 48,07 %                 | 74,42 %  | 98,11 %   | 58,25 %            | 20,25 %            | 5,18 %          | 95,96 % | 3,94 %              |
| Славянская группа      | 30,84 %                 | 3,64 %   | 0,81 %    | 23,15 %            | 31,93 %            | 21,23 %         | 1,96 %  | 81,51 %             |
| Тюркская семья         | 11,75 %                 | 20,91 %  | 0,27 %    | 15,14 %            | 45,04 %            | 3,56 %          | 1,70 %  | 3,80 %              |
| Иранская группа        | 5,22 %                  | 0,08 %   | 0,03 %    | 1,19 %             | 0,72 %             | 64,58 %         | 0,05 %  | 0,53 %              |
| Армянская группа       | 2,02 %                  | 0,17 %   | 0,00 %    | 0,58 %             | 0,57 %             | 2,28 %          | 0,04 %  | 5,79 %              |

## Генетика
Распределение частот основных гаплогрупп У-хромосомы в популяциях Кавказа (%)
|                       | N   | С    | D   | Е    | G    | Н   | I    | F*  | J    | К   | Т   | L    | N3  | М(хМЭ) | О   | Q   | R*  | R1a  | R1b  | R2  |
| --------------------- | --- | ---- | --- | ---- | ---- | --- | ---- | --- | ---- | --- | --- | ---- | --- | ------ | --- | --- | --- | ---- | ---- | --- |
| Абазины               | 88  |      |     | 4,5  | 40,9 |     | 3,4  |     | 17,1 |     |     | 2,3  |     |        |     | 3,4 |     | 23,9 | 3,4  | 1,1 |
| Абхазы                | 162 |      |     | 0,6  | 47,5 |     | 3,1  |     | 29   |     | 0,6 | 4,9  |     |        |     | 0,6 |     | 9,9  | 3,7  |     |
| Аварцы                | 42  |      |     | 7,1  |      |     |      |     | 71,4 |     | 4,8 | 9,5  |     |        |     |     |     | 2,4  | 2,4  | 2,4 |
| Адыги                 | 154 | 2,6  |     | 0,7  | 47,4 |     | 4,6  |     | 20,1 |     |     | 2,6  | 0,7 |        |     |     |     | 13,6 | 7,8  |     |
| Андийцы               | 49  |      |     | 2    | 6,1  |     | 26,5 |     | 55,1 |     | 2   |      |     |        |     |     |     | 2    | 6,1  |     |
| Армяне                | 57  |      |     | 8,8  | 21,1 |     | 5,3  | 1,8 | 35,1 |     | 3,5 | 1,8  | 1,8 |        |     | 1,8 |     | 3,5  | 14   | 1,8 |
| Багвалинцы            | 28  |      |     |      |      |     | 7,1  |     | 21,4 |     |     |      |     |        |     |     |     | 3,6  | 67,9 |     |
| Балкарцы              | 135 |      |     |      | 32,6 |     | З    |     | 19,3 |     |     |      |     |        |     | 3,7 |     | 28,2 | 13,3 |     |
| Даргинцы              | 67  |      |     |      | З    |     |      |     | 94   |     |     |      |     |        |     |     |     |      | З    |     |
| Ингуши                | 105 |      |     |      | 4,8  |     |      |     | 83,8 |     |     | 8,6  |     |        |     |     |     | 2,9  |      |     |
| Кабардинцы            | 140 | 2,1  |     | 2,1  | 43,6 | 0,7 | 4,3  |     | 25   |     | 0,7 | 0,7  | 1,4 |        |     | 0,7 |     | 15   | 3,6  |     |
| Карачаевцы            | 69  |      |     |      | 31,9 |     | 8,7  |     | 18,9 |     | 2,9 |      |     |        |     |     |     | 27,5 | 10,6 |     |
| Кумыки                | 73  |      |     | 2,74 | 13,7 |     |      |     | 42,5 |     | 1,4 |      |     |        | 1,4 |     |     | 15,1 | 20,6 | 2,7 |
| Лезгины               | 31  |      |     | 6,5  | 9,7  |     | 9,7  |     | 58,1 |     |     |      |     |        |     |     |     |      | 16,1 |     |
| Мегрелы               | 65  |      |     | 1,5  | 50,8 |     | 3,1  |     | 29,2 |     |     |      |     |        |     |     |     | 10,8 | 3,1  | 1,5 |
| Ногайцы (Караногайцы) | 76  | 10,5 | 5,3 |      | 1,3  |     | 13,2 |     | 13,2 |     |     |      | 2,6 | 11,8   | 5,3 | 1,3 |     | 16,9 | 18,4 |     |
| Ногайцы кубанские     | 87  | 8,1  | 1,2 |      | 13,8 |     |      |     | 37,9 |     | 1,2 |      | 2,3 | 2,3    | 3,5 |     |     | 12,6 | 17,2 |     |
| Осетины северные      | 132 |      |     | 1,5  | 69,7 |     |      |     | 22   |     |     | 0,8  |     |        |     | 0,8 |     | 0,8  | 4,6  |     |
| Осетины южные         | 21  | 4,8  |     | 9,5  | 47,6 |     | 4,8  |     | 19   | 4,8 |     |      |     |        |     |     | 4,8 | 4,8  |      |     |
| Рутульцы              | 24  |      |     | 0,0  | 37,5 |     | 0,0  | F   | 62,2 |     |     | 0,0  |     |        |     |     |     | 0,0  | 0,0  | 0,0 |
| Табасараны            | 43  | 7    |     |      |      |     |      |     | 51,2 |     |     |      |     |        |     |     |     | 2,3  | 39,5 |     |
| Чамалинцы             | 27  |      |     |      | 18,5 |     |      |     | 70,4 |     |     | 3,7  |     |        |     |     |     | 7,4  |      |     |
| Черкесы               | 126 | 0,8  |     | 0,8  | 45,2 |     | 1,6  |     | 29,4 | 1,6 |     |      | 2,4 |        |     | 0,8 |     | 15,1 | 1,6  | 0,8 |
| Чеченцы               | 165 |      |     | 1,2  | 1,8  |     |      |     | 72,7 |     |     | 17,6 | 0,6 |        |     | 4,9 |     | 0,6  | 0,6  |     |

## Продолжительность жизни
На Северном Кавказе, в особенности в его горных территориях, наблюдается самая высокая продолжительность жизни в России. Регион известен большим количеством долгожителей.

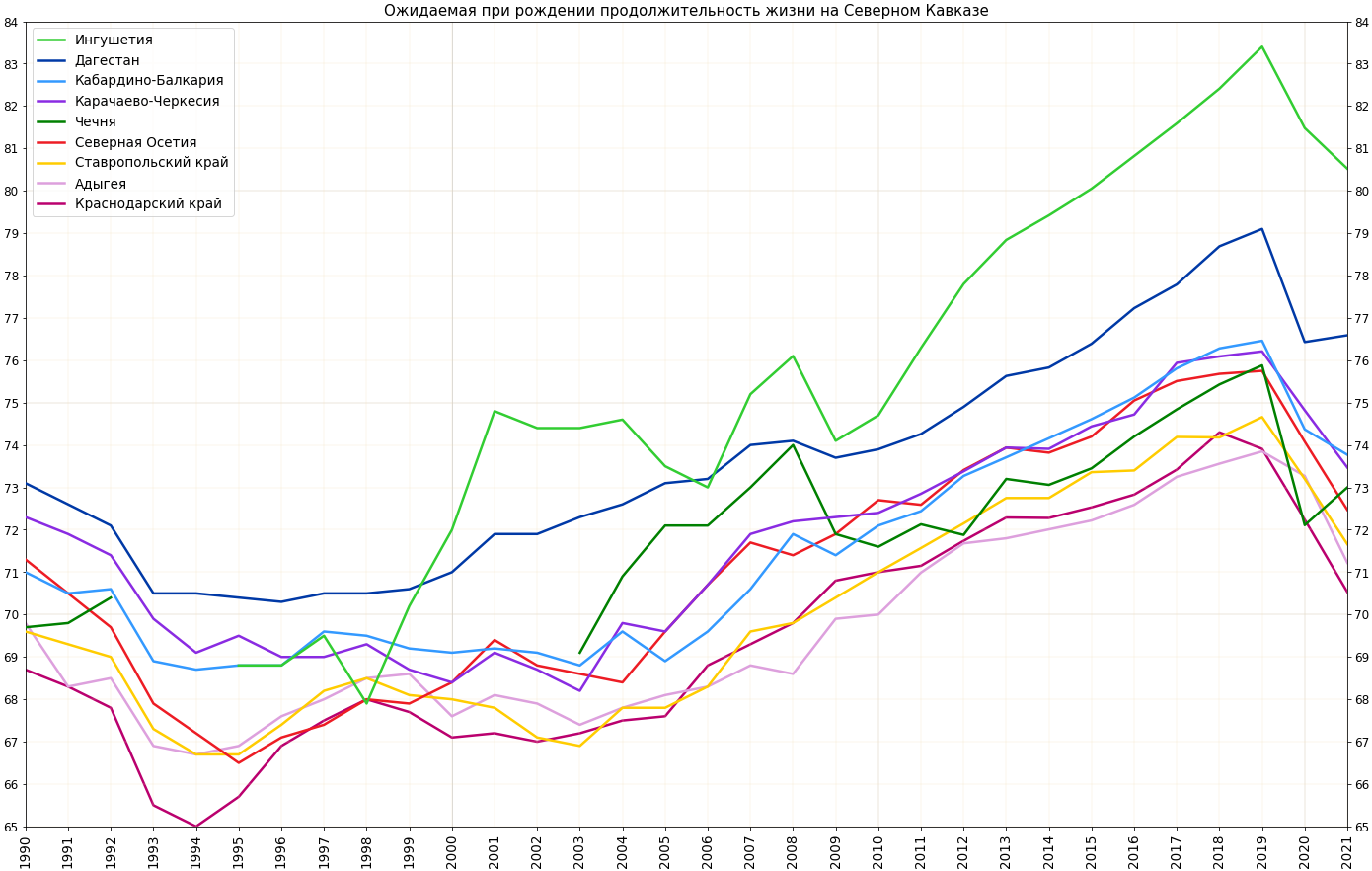
Ожидаемая при рождении продолжительность жизни на Северном Кавказе, 1990—2021 годы

## Религиозный состав
Мусульмане сунниты
- абазины
- аварцы
- агулы
- адыгейцы
- андийские народы
- арчинцы
- балкарцы
- даргинцы
- ингуши
- кабардинцы
- карачаевцы
- кумыки
- лакцы
- лезгины
- ногайцы
- табасараны
- рутульцы
- цахуры
- цезские народы
- чеченцы
- черкесы
- хиналугцы
- шапсуги
- шахдагцы
- абхазы (часть)
- азербайджанцы (часть)
- осетины (часть)
- таты (большая часть)

Мусульмане шииты
- азербайджанцы (большая часть)
- таты (часть)
- лезгины из села Мискинджа

Православные христиане
- абхазы (большая часть)
- бацбийцы
- удины (часть)
- греки (понтийские)
- грузины
- осетины (большая часть)
- русские
- украинцы
- часть моздокских кабардинцев

Христиане других конфессий
- армяне (в том числе черкесские армяне)
- немцы (евангелические лютеране)[16]
- ассирийцы
- удины (часть)

Иудеи
- горские евреи
- грузинские евреи

## Природные ресурсы

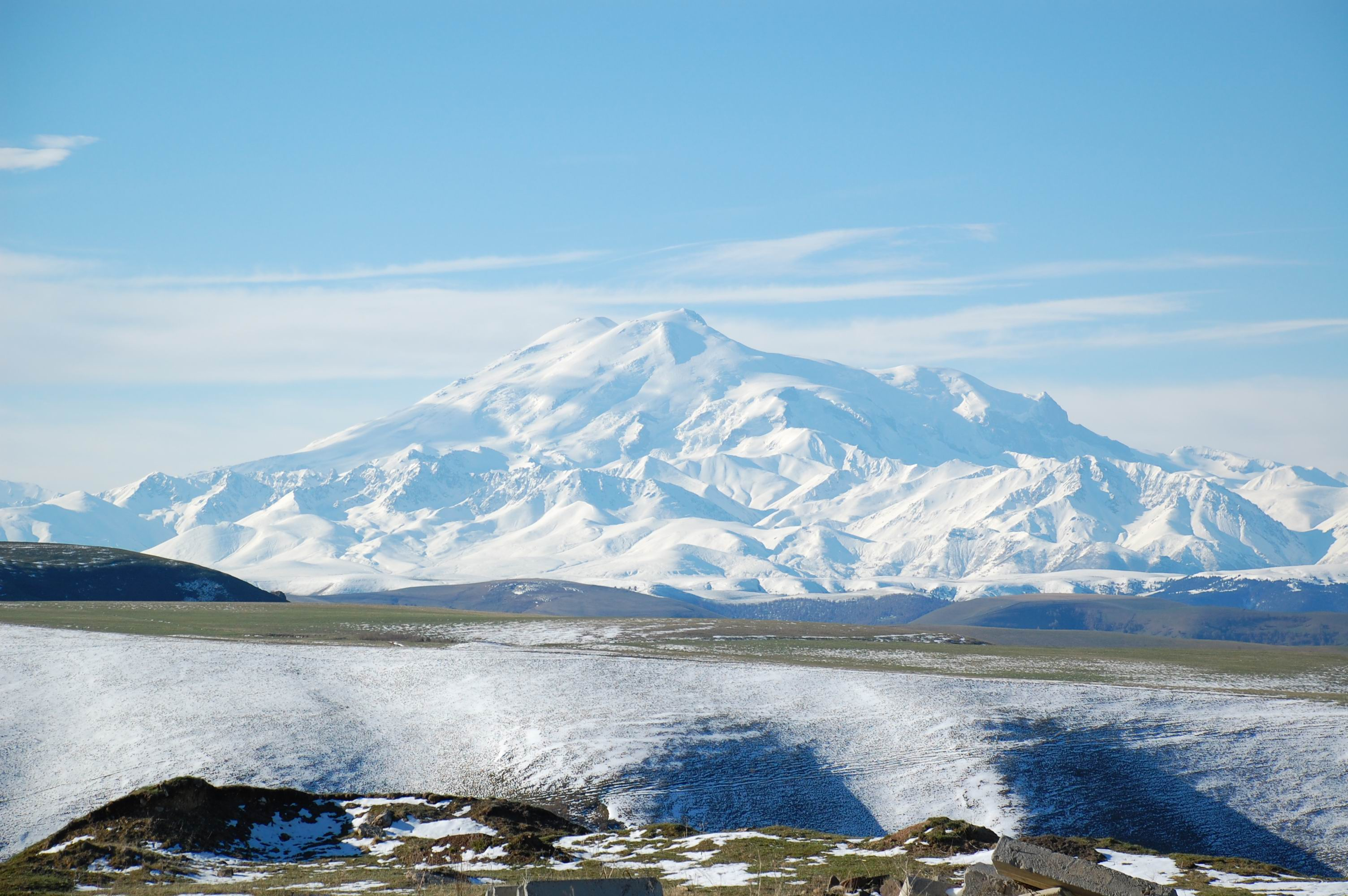
Гора Эльбрус — высочайшая вершина России и Европы

Северный Кавказ — крупнейшая сельскохозяйственная база России (помимо Сибири и Алтая), в которой сельскохозяйственные угодья занимают более 70 % территории.
Регион — место расположения лучших морских и горных курортов России, среди которых курорты Краснодарского края, кавказские Минеральные Воды, Долинск, Приэльбрусье, Домбай, перспективное Каспийское побережье.
Значительны природные ресурсы региона: имеются большие запасы нефти и газа, высокий гидроэнергетический и геотермальный потенциал, запасы руд промышленных металлов, урановых руд, строительного сырья, ценных пород древесины, запасы водных биологических ресурсов (рыба и морепродукты), имеет выход в 3 моря (Чёрное, Азовское, Каспийское).

## Транспорт
Побережья Северного Кавказа обладают особым торговым значением для страны, здесь расположены важные порты: крупнейший российский морской порт Новороссийск, порты Туапсе, Сочи, Анапа, Краснодар (пристань на р. Кубань), порты Ейск, Махачкала, Дербент; Проходят крупные маршруты транспортировки континентальной нефти и газа: КТК, нефтепровод Баку — Новороссийск, газопровод Голубой поток и Турецкий поток, строящийся продуктопровод Саратовский НПЗ — Волгоградский НПЗ — Новороссийск.
 К порту Новороссийска ведут также крупные железнодорожные и автомобильные магистрали (крупнейшая M4 «Дон»), к Анапе — А290, от пос. Джубга на Туапсе, Сочи, Адлер — А147. От Ростова, от ст. Павловская идет автомагистраль Р217 Кавказ на Минеральные Воды, Махачкалу, Баку.

## Пограничный режим

### Азербайджан
По соглашению между Правительством Азербайджанской Республикой и Правительством Российской Федерацией о безвизовых поездках граждан Российской Федерации и Азербайджанской Республики, граждане Российской Федерации имеют право въезжать, выезжать и передвигаться по территории Азербайджанской Республики без виз, при наличии заграничного паспорта гражданина Российской Федерации.

### Грузия
В 2006 году единственный легальный пограничный КПП Казбеги-Верхний Ларс на границе между Россией и Грузией был закрыт по инициативе российской стороны. КПП был открыт только спустя четыре года, в марте 2010 года.
11 октября 2010 года президент Грузии Михаил Саакашвили подписал указ, по которому при пересечении границы гражданами России, которые проживают в Чечне, Ингушетии, Северной Осетии, Дагестане, Кабардино-Балкарии, Карачаево-Черкесии и Адыгее, будет задействован 90-дневный безвизовый режим.
Полпред президента РФ в Северо-Кавказском федеральном округе Александр Хлопонин назвал отмену визового режима «дешевым шаржем» и «политической клоунадой» президента Грузии Михаила Саакашвили. «Думаю, это не от большого ума, и не надо обращать на это внимания. Но когда начинаешь переосмысливать это с точки зрения общей стратегии конфронтации на Кавказе, понимаешь, как все это точно вписывается в идеологическую концепцию разрушения общекавказской стабильности, которую мы стараемся поддерживать и в России, и за её пределами».

### Проблема терроризма
На протяжении 2000-х и 2010-х на Северном Кавказе сохранялся высокий уровень террористической угрозы. В регионе действовала террористическая исламистская организация Имарат Кавказ, разгромленная к середине 2010-х годов.